# Synchronizované plavání na Letních olympijských hrách 1996
Synchronizované plavání na Letních olympijských hrách 1996 probíhalo v bazénu Georgia Tech Aquatic Center v Atlantě.

## Medailistky
| Soutěž   | Zlato | Stříbro | Bronz |
| -------- | --- | --- | --- |
| Družstva | Spojené státy americké (USA) · Suzannah Biancová · Tammy Clelandová · Becky Dyroenová-Lancerová · Heather Peaseová · Jill Saveryová · Nathalie Schneyderová · Heather Simmonsová-Carrascová · Jill Sudduthová · Emily Lesueurová · Margot Thienová | Kanada (CAN) · Karen Clarková · Sylvie Frechetteová · Janice Bremnerová · Karen Fonteyneová · Christine Larsenová · Erin Woodleyová · Cari Readová · Lisa Alexanderová · Valerie Houldová-Marchandová · Kasia Kuleszaová | Japonsko (JPN) · Mija Tačibanaová · Akiko Kawaseová · Rei Džinbová · Miho Takedaová · Raika Fudžiiová · Miho Kawabeová · Džunko Tanakaová · Riho Nakadžimaová · Majuko Fudžikiová · Kaori Takahašiová |